# Kościół Świętego Krzyża w Poznaniu (rzymskokatolicki)
Kościół Świętego Krzyża – jedna z poznańskich świątyń rzymskokatolickich, znajdująca się pomiędzy ulicami Częstochowską, Piotra Ściegiennego i Ostrobramską na Górczynie. Od 2017 r. wielkopostny kościół stacyjny.

## Historia

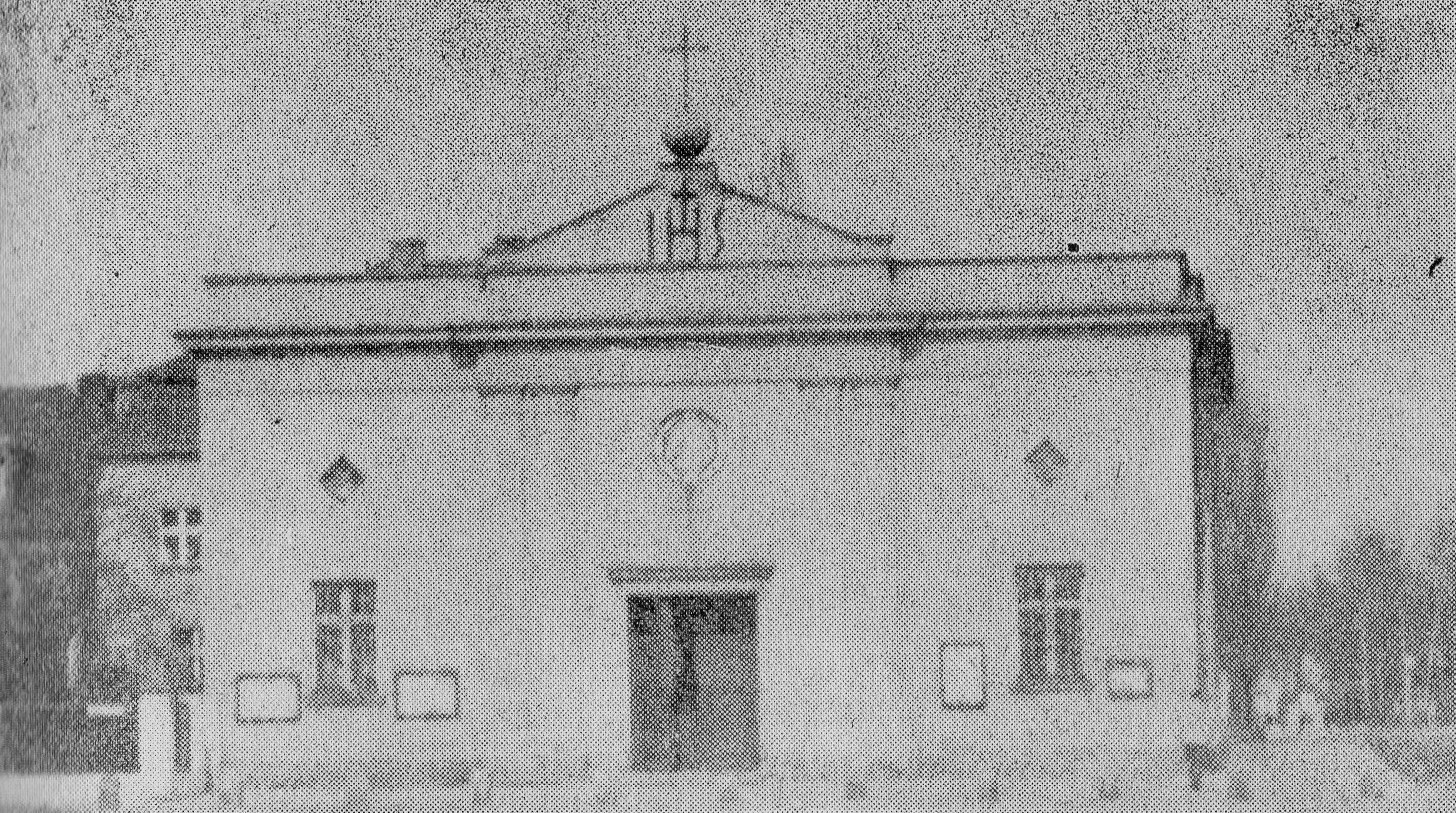
Pierwszy kościół po 1945

Parafia powstała w 1929 roku, lecz pierwsza świątynia powstała w 1931 roku w zaadaptowanym pawilonie zbudowanym w 1929 roku na potrzeby Powszechnej Wystawy Krajowej. Jednocześnie, w tym samym roku rozpoczęto budowę nowej świątyni, którą w czasie II wojny światowej Niemcy zamienili na magazyn mąki. 1 lutego 1945, jeszcze w czasie walk o Poznań, odbył się w świątyni wiec pod wodzą Franciszka Danielaka, późniejszego twórcy milicji proletariackiej. Na wiecu podano po raz pierwszy w Poznaniu oficjalne informacje na temat walk 2. Armii Wojska Polskiego i strukturach budowanej w ZSRR władzy komunistycznej (przybyli głównie mieszkańcy oczyszczonego z Niemców Łazarza). Kościół został gruntownie przebudowany w latach 1974–1978 według projektu Aleksandra Holasa. Świątynię konsekrowano w 1978 roku. Od początku 2022 przy świątyni działa całodobowa Kaplica Wieczystej Adoracji.

## Architektura
Halową świątynię zbudowano na planie prostokąta. Na południowo-wschodniej ścianie znajdują się trzy ołtarze. W ołtarzu głównym grupa pasyjna: krucyfiks, a pod nim figury św. Jana i Matki Bożej dłuta Ignacego Kuczmy z 1950 roku. Ten sam autor wykonał figurę św. Józefa z Dzieciątkiem w prawym ołtarzu bocznym. W lewym ołtarzu bocznym znajduje się figura Matki Bożej autorstwa Czesława Woźniaka z 1949 roku. Ten sam autor wykonał w 1966 roku wykonał chrzcielnicę. Witraże na ścianie ołtarzowej wykonał Ryszard Janek. Na przeciwnej ścianie, północno-zachodniej znajduje się empora muzyczna z organami wykonanymi przez Bronisława Cepkę.
W prawej części kościoła pod balkonami znajduje się kaplica Matki Bożej Częstochowskiej, w której odbywa się od poniedziałku do soboty całodzienna adoracja Najświętszego Sakramentu.
Na zewnątrz, na ścianie południowo-wschodniej tablica upamiętniająca wmurowanie kamienia węgielnego podczas przebudowy w 1975 roku. Na ścianie północno-zachodniej znajduje się natomiast tablica upamiętniająca górczyńskich powstańców z 1848 roku oraz lat 1918–1919.